# Waslijn

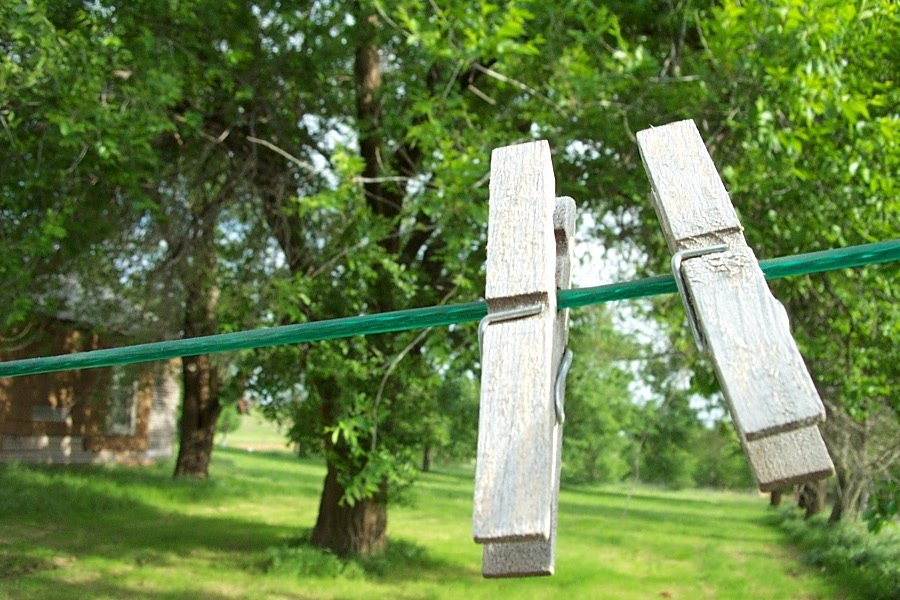
waslijn met knijpers

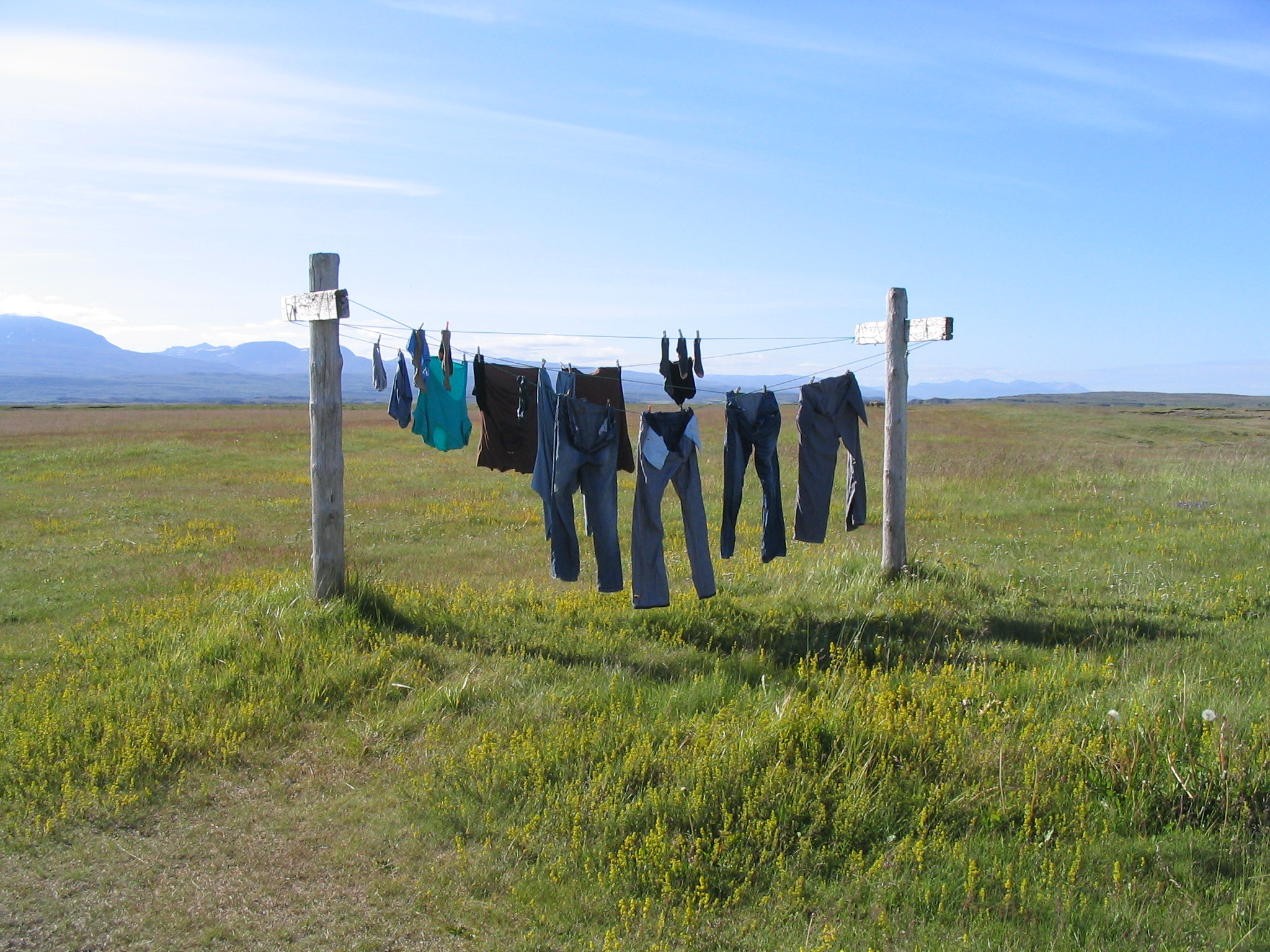
waslijn op IJsland

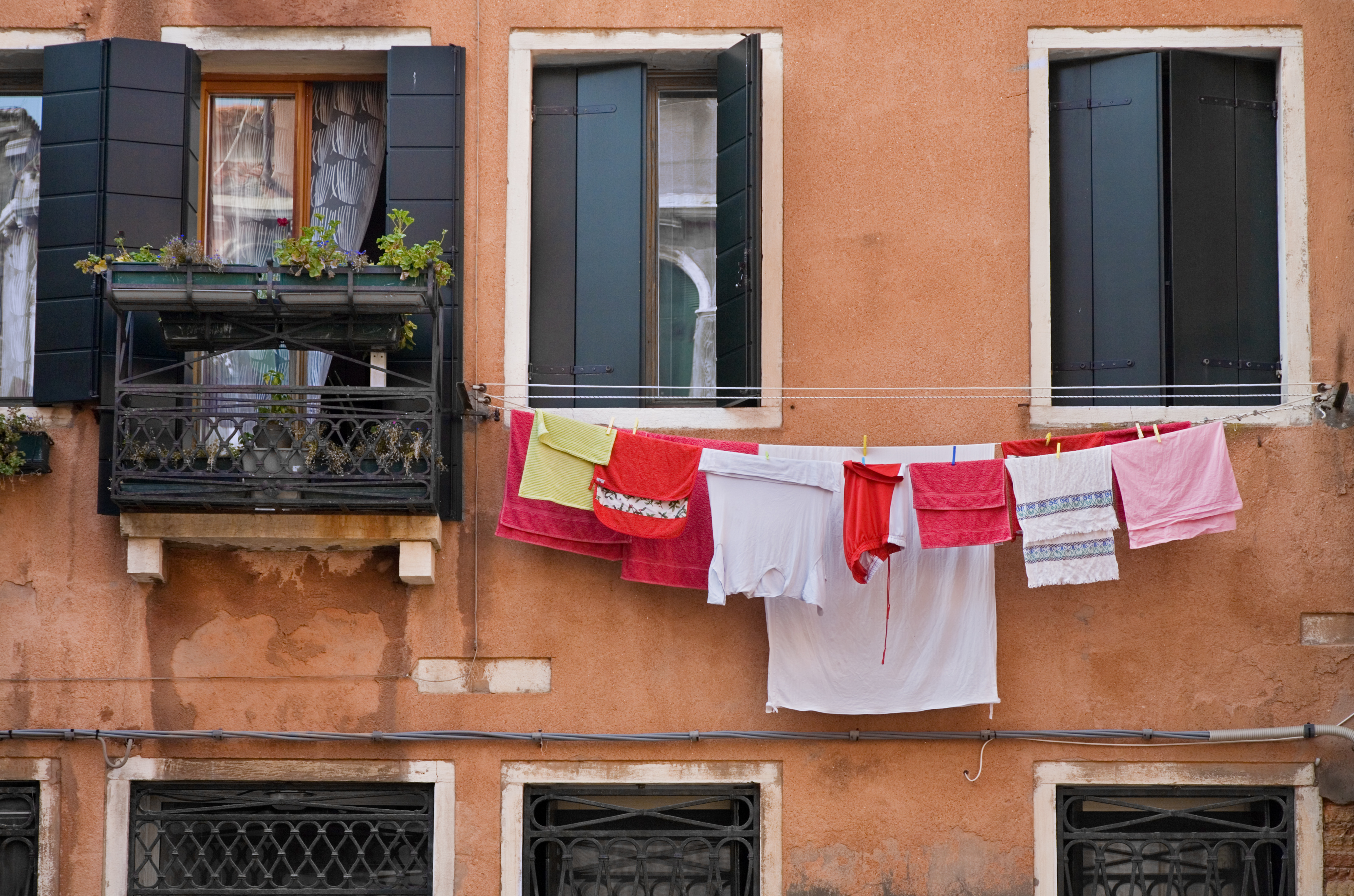
waslijn met katrollen in Venetië

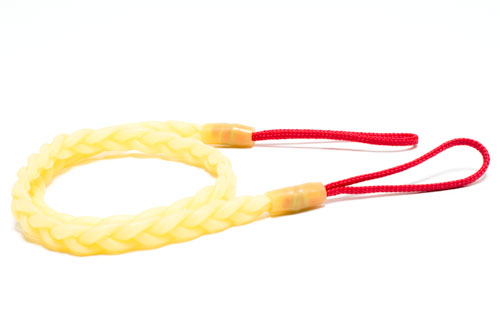
Een reis-waslijn, bestaande uit vervlochten elastieken

Een waslijn, of drooglijn, is een gespannen draad waaraan wasgoed te drogen wordt gehangen. Het bevestigen van het wasgoed aan de lijn gebeurt meestal met wasknijpers.
Sinds de opkomst van de wasdroger raakt het drogen van de was op een waslijn meer in onbruik, maar naarmate de energieprijzen en het milieubewustzijn stijgen raakt de waslijn weer meer in zwang. Kleding van meer gevoelig materiaal kan altijd het beste aan een waslijn drogen.
Als de waslijn permanent buiten hangt, is het verstandig om hem voor het ophangen van de was schoon te maken met een nat doekje, omdat de schone was anders direct weer vies wordt.

## Verschijningsvormen
Waslijnen hebben verschillende verschijningsvormen. Een bekende vorm is een waslijn die gespannen is tussen twee palen met op elke paal een dwarsverbinding, zodat er meerdere draden naast elkaar gespannen kunnen worden. Draden kunnen ook simpelweg gespannen zijn tussen twee willekeurige andere punten (bomen, metalen haakjes en dergelijke).
In Zuid-Europese landen hangen de waslijnen in smalle straten vaak hoog tussen de gebouwen in over de straat. Om de was te kunnen ophangen en weer binnen te kunnen halen, is aan weerszijden bij het ophangpunt een katrol aangebracht. Zo kan men de was vanuit een raampje of balkon ophangen en weer binnenhalen.
Op plaatsen waar vaak een sterke wind waait, wordt ook wel een tweestrengs waslijn gebruikt die roop wordt genoemd. Aan deze waslijn worden geen wasknijpers gebruikt, maar wordt het wasgoed tussen beide strengen geklemd. Wasknijpers hebben daar namelijk onvoldoende kracht om het wasgoed vast te houden.
Rugzaktoeristen en kampeerders gebruiken soms een waslijn die bestaat uit twee om elkaar heen gedraaide of los gevlochten lange elastieken waar aan elk uiteinde een haakje of lusje bevestigd is. Deze zijn makkelijk op te hangen in een kamer of op een kampeerterrein. Wasknijpers zijn niet nodig; het te drogen kledingstuk blijft vastzitten tussen de elastieken.
Varianten van de waslijn zijn het wasrek (ook wel droogrek) en de droogmolen.

## Materiaal
Vroeger gebruikte men een stuk touw, maar dat verweerde snel met de natte was en in de buitenlucht. Later gebruikte men een meer duurzame gegalvaniseerde stalen draad. Sinds de laatste decennia van de 20e eeuw bestaat de draad van de waslijn bij de meeste West-Europeanen uit een plastic omhulsel met binnenin een kunststofvezel of een kern van staaldraad. Draden met staaldraad zijn er in verschillende diktes, zijn sterker en gaan veel langer mee. De draden met een kern van kunststofvezel verweren, worden bros en breken ten slotte. Deze laatste zijn ook gevoelig voor kruip.

## Trivia
- In het centrum van Rotterdam bevindt zich het kunstwerk Maasbeeld, dat in de volksmond "De Waslijn" wordt genoemd. Het gaat om een staalkabel die loopt van de Willemsbrug naar de pijler van de oude Willemsbrug. Aan de staalkabel hangen ongedefinieerde metalen vormen, als ware het een waslijn met kledingstukken eraan.
- In het Nederlandse spoorjargon wordt de bovenleiding ook wel 'waslijn' genoemd.